# Jacques de Cambrai
Jaque de Cambrai o Jacques de Cabrai (fl. 1260 ca.-1280) è stato un troviero  originario di Cambrai.
Ha composto quattro chansons courtoises, una pastourelle, sei chansons devozionali e una rotrouenge mariana. Il manoscritto di Berna, in cui sono unicamente conservati la maggior parte dei suoi lavori, annota che la sua Haute dame, com rose et lis fosse stata modellata su (vale a dire un contrafactum di) Ausi com l'unicorne sui di Teobaldo I di Navarra e Mere, douce creature su Quant voi la glaie meure di Raoul de Soissons. Purtroppo, nessuna di queste musiche sopravvive, sebbene si fossero preparati "tetragrammi" per la sua trascrizione. Di tutti i lavori di Jaque, solo la sua rotrouenge, la Retrowange novelle, non ha nessun modello menzionato nei manoscritti; nella sua rubrica si legge solo "Jaikes de Cambrai—De Notre Dame" (Jaque di Cambrai—Di Nostra Signora). 
Le canzoni devozionali di Jaque enfatizzano l'umanità di Gesù e la sua Passione. Queste potrebbero essere dirette ai catari, i quali negano l'umanità di Cristo. Jaque era uno degli ultimi poeti francesi medievali a esprimere la sua devozione per Maria principalmente attraverso chansons, vale a dire, modellate su chansons courtoises o canzoni d'amore. Dopo di lui la tendenza era quella di usare i serventois e più tardi anche il chant royal. 

## Tabella delle poesie mariane e loro modelli
La seguente tabella è derivata da O'Sullivan. 
| Incipit                                                | Genere     | Modello (contrafactum di:)                                  | Compositore del modello |
| ------------------------------------------------------ | ---------- | ----------------------------------------------------------- | ----------------------- |
| Grant talen ai k'a chanteir me retraie, Marian chanson | chanson    | Loaus amors et desiriés de joie                             | Colart le Boutellier    |
| Haute dame, com rose et lis                            | chanson    | Ausi comme unicorne sui                                     | Teobaldo I di Navarra   |
| Kant je plus pens a commencier chanson                 | chanson    | Tuit mi desir et tuit mi grief torment                      | Teobaldo I di Navarra   |
| Loeir m'estuet la roïne                                | chanson    | De bone amor et de loial amie (me vient)                    | Gace Brulé              |
| Meire, douce creature                                  | chanson    | Quant voi la glaie meüre                                    | Raoul de Soissons       |
| O Dame, ke Deu portais                                 | chanson    | Aïmans fins et verais                                       | Gauthier d'Espinal      |
| Retrowange novelle                                     | rotrouenge | probabilmente nessuno, possibilmente pastourelle o ballette |                         |

## Fonti
- (EN)  Karp, Theodore. "Jaque de Cambrai." Grove Music Online. Oxford Music Online. (url consultato il 20 settembre 2008).
- (EN)  O'Sullivan, Daniel E. (2005). Marian devotion in thirteenth-century French lyric. Toronto: University of Toronto Press. ISBN 0-8020-3885-9